# 데드 쉽
《데드 쉽》(Death Ship)은 영국에서 제작된 알빈 라코프 감독의 1980년 모험, 공포, 미스터리, 스릴러 영화이다. 조지 케네디 등이 주연으로 출연하였고 데릭 깁슨 등이 제작에 참여하였다.

## 출연

### 주연
- 조지 케네디
- 리차드 크레나
- 닉 맨쿠소
- 샐리 앤 하우즈

### 조연
- 케이트 레이드
- 빅토리아 버고인
- 제니퍼 맥키니
- 대니 하이갬
- 사울 루비넥

## 기타
- 협력프로듀서: 래리 네시스
- 미술: 크리스 버크